# Sejsmika
Sejsmika (z gr. seismós = trzęsienie) – metody badania skorupy ziemskiej polegające na wzbudzaniu (za pomocą materiałów wybuchowych lub specjalnych urządzeń) lub wykorzystywaniu powstałych naturalnie w wyniku trzęsienia ziemi fal sejsmicznych i ich rejestracji za pomocą sejsmografów lub geofonów. Metoda ta wykorzystywana jest w geofizyce poszukiwawczej i w analizie budowy Ziemi.
Do takich metod należą: profilowanie sejsmiczne oraz tomografia sejsmiczna.

## Literatura
- Zygmunt Trześniowski - "Jak odkryć ropę naftową" ISBN 83-923017-0-6